# Eliassou Biaou Ainin Soulemane
Eliassou Biaou Ainin Soulemane est un haut fonctionnaire béninois. Il est, depuis le 2 juin 2021, préfet du département de la Donga situé au centre-ouest du pays,,.

## Carrière
Eliassou Biaou Ainin Soulemane est nommé au poste de préfet du département de la Donga lors du conseil des ministres du mercredi du 2 juin 2021 par le président béninois Patrice Talon,,.